# Daedelus
 (janvier 2018).
Alfred Weisberg-Roberts, connu sous le pseudonyme de Daedelus, est un compositeur de musique électronique originaire de la Côte Ouest américaine et vivant actuellement à Los Angeles.
Il apprend très tôt à jouer de la clarinette (à 6 ans) et de la basse (à 10 ans). Daedelus a d'abord fait partie d'un groupe punk ainsi que d'un groupe de "surf rock" ou encore de jazz avant de commencer à composer en solo.
Se frottant à l'electronica, à l'abstract hip hop, à la techno ou aux rythmes brésiliens, Daedelus essaie à chaque fois d'introduire une touche de romantisme dans ses albums.
L'album "Invention" était, selon ses mots, "un disque en rapport avec un état d'esprit, une lettre d'amour à l'époque Victorienne" .
Son nom d'artiste, Daedelus (= Dédale en Français) fait référence au personnage tragico-mythique qui a fabriqué des ailes de cire pour son fils Icare.
Il a collaboré avec de nombreuses figures de la musique électronique ou du hip hop : Busdriver, MF Doom, Madlib, TTC, Prefuse 73, Mike Ladd, Abstract Rude.
C'est en collaboration avec Laura Darling, sa femme, au sein de The Long Lost qu'il sort en 2009 l'album The Long Lost. Celui-ci est entièrement acoustique, elle jouant de la flûte, lui de la guitare, chantant tous les deux.
Daedelus a également composé la bande-son du jeu vidéo Nidhogg.

## Discographie

### Albums
- Portrait of the Artist (Distill Records, 2001)
- Her's is > [sic] (Phthalo Recordings, 2001)
- Invention (Plug Research, 2002)
- Rethinking the Weather (Mush Records, 2003)
- A Gent Agent (Laboratory Instinct, 2004)
- Of Snowdonia (Plug Research, 2004)
- Exquisite Corpse (Ninja Tune, 2005)
- Denies the Day's Demise (Mush Records/Ninja Tune, 2006)
- Live at Low End Theory (Alpha Pup Records, 22/01/2008)
- Love To Make Music To (Ninja Tune - ZEN142, 09/06/2008)
- Bespoke (Ninja Tune - ZEN169, 04/04/2011)
- Drown Out (Anticon - abr0140, 17/09/2013)

### EPs et Single
- Fair Weather Friends (Ninja Tune - ZEN12201, 08/08/2007)
- Hours Minutes Seconds (Ninja Tune - ZEN12215, 14/04/2008)
- Make It So (Ninja Tune - ZEN12216, 02/06/2008)
- For Withered Friends (Ninja Tune - ZEN7225, 24/11/2008)
- For Withered Friends / Touchtone (Ninja Tune - ZEN12225, 24/11/2008)
- Righteous Fists of Harmony (Brainfeeder - BF006, 22/03/2010)
- Tailor-Made (Ninja Tune - ZENDNLS281, 21/03/2011)

### Avec Busdriver et Radioinactive
- The Weather (Mush Records, 2003)

### Avec Adventure Time
- Dreams of Water Themes (Plug Research, 2003)
- Glass Bottom Boats (Plug Research, 2004)

### Avec The Long Lost
- Woebegone (Ninja Tune, 2008)
- Amiss (Ninja Tune, 2009)
- The Long Lost (Ninja Tune, 2009)